# Château de Kriebstein
 (février 2024).
Si vous disposez d'ouvrages ou d'articles de référence ou si vous connaissez des sites web de qualité traitant du thème abordé ici, merci de compléter l'article en donnant les références utiles à sa vérifiabilité et en les liant à la section « Notes et références ».
Le château de Kriebstein est un château-fort mediéval dans la commune de Kriebstein en Saxe, Allemagne. Il est situé sur un éperon de montagne escarpé au-dessus de la rivière Zschopau qui l'entoure sur trois côtés.

## Description

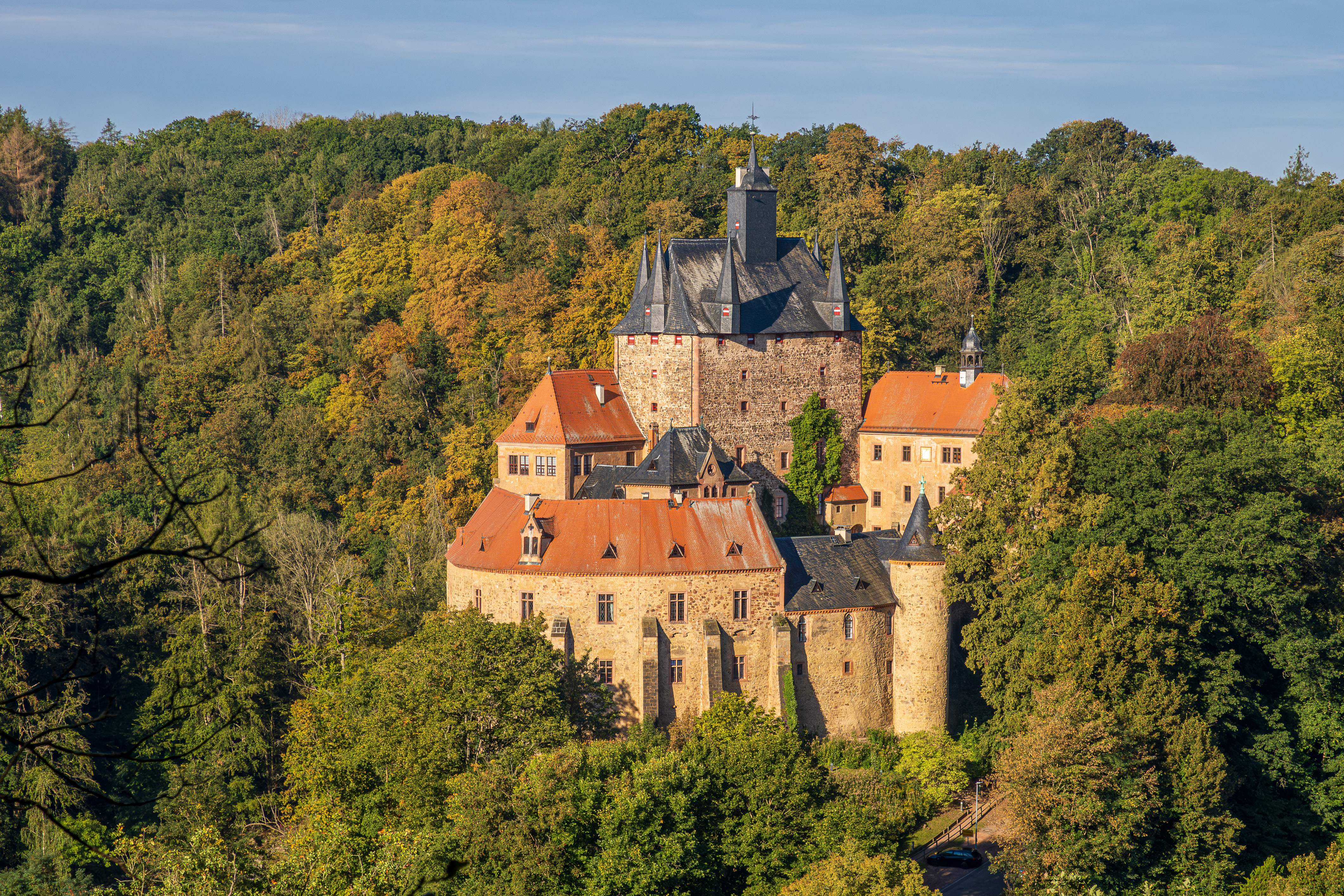
Le château de Kriebstein.

Le rocher qui supporte le château est séparé de l'arrière-pays par une douve artificiellement creuse. Le château combine les types d'une maison-tour et d'un château concentrique de plan ovale. La maison-tour monumentale est construite en 1399 environ sur la plus haute falaise rocheuse et domine l'ensemble. Elle mesure 22 m × 12 m au niveau et 45 mètres de hauteur. Autour ce bâtiment sont regroupés la porterie en forme de tour, la muraille avec l'aile de service, le bâtiment de la cuisine de style gothique tardif et d'autres extensions, y compris l'aile de la chapelle. À l'est de la chapelle se trouve la salle gothique à deux baies et le château arrière. Un étage supérieur continu datant du XVIIe siècle réunit ce complexe de bâtiments situé directement au-dessus de la pente raide du Zschopau. L'ensemble du complexe est fermé par une aile de service, qui contient, entre autres, la salle de banquet et la maison du puits, ainsi que le muraille nord, qui rejoint à nouveau la porterie.

## Histoire

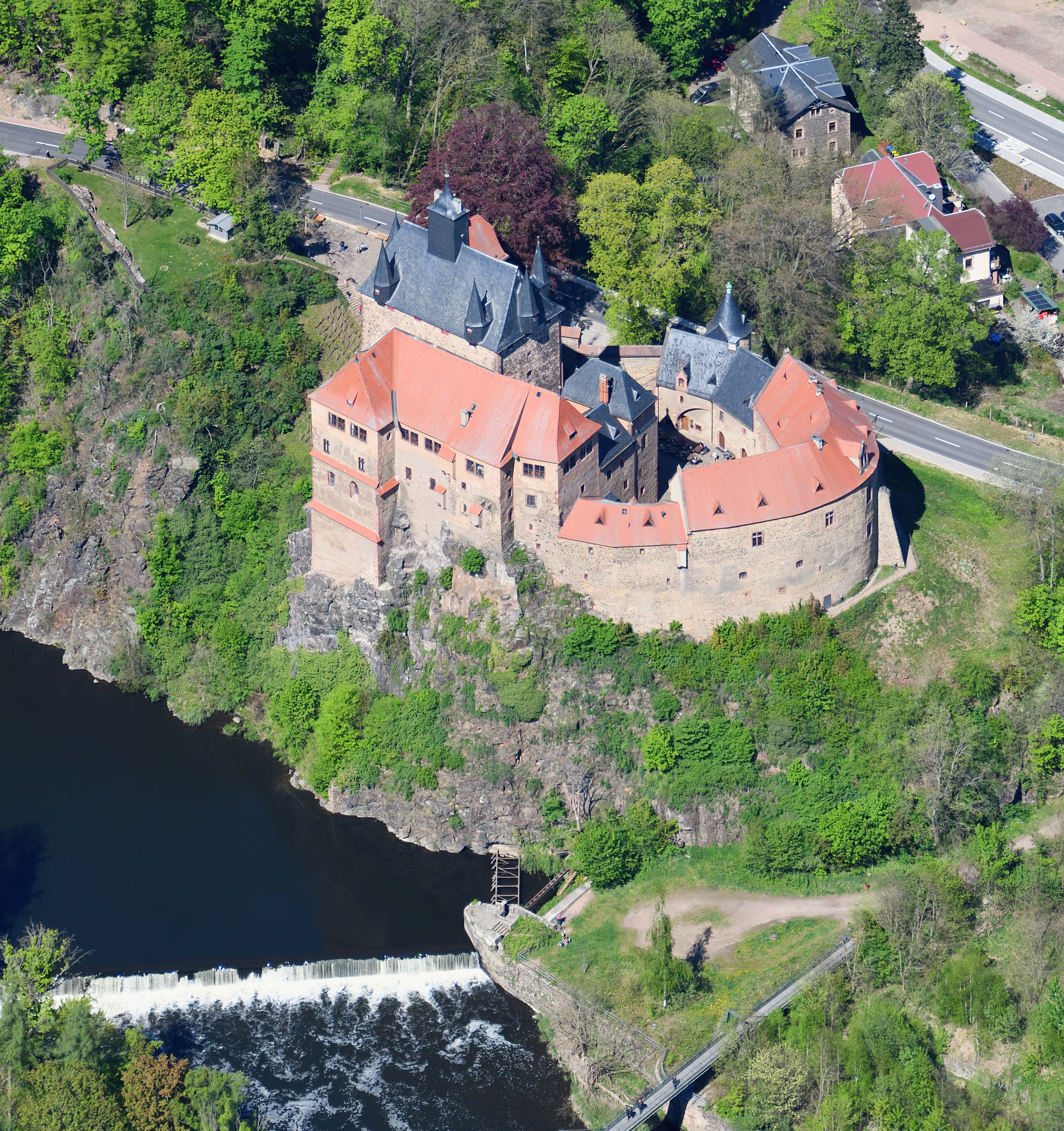
Vue aérienne

Avant que les seigneurs de Beerwalde ne fondent le château de Kriebstein au XIVe siècle, ils vivaient sur une motte castrale à Beerwalde (aujourd'hui un district de Erlau) dont seuls de petits vestiges ont été conservés. Dietrich von Beerwalde entreprend de construire le château de Kriebstein en 1384 qui devient la résidence de sa famille depuis lors. Le plupart du château actuel peut être considéré comme un bâtiment uniforme de Dietrich, y compris la maison-tour avec la chapelle, la porterie et le muraille. En 1407 la tenure de Dietrich est confirmée, et après sa mort en 1408 le château passe à sa veuve Elisabeth comme douaire, et après à sa fille Klara.
En 1465 Hugold III. von Schleinitz, maréchal de la cour de Ernest de Saxe et de Albert III de Saxe acquiert le château, et en 1471 il engage Arnold von Westfalen, maître d'œuvre de l'État de Saxe at architecte de l'Albrechtsburg, pour des conversions et des extensions importantes. Maître Arnold est notamment chargé de la reconstruction et de la nouvelle construction de l'aile économique avec la "nouvelle salle de danse" et la maison du puits ainsi que le "château arrière" et la nouvelle construction de la cuisine, dont les formes typiques des fenêtres témoignent de son travail. C'est ainsi que le château a pris sa forme et taille actuelle. Après la mort de Hugold von Schleinitz en 1490, le château entre une époque des changements fréquents sans activité majeure de construction.
Ce n'est pas avant le dernier tiers du XVIIe siècle que la famille von Schönberg entreprend des travaux de construction importantes, notamment l'ajout d'étages aux annexes attenantes à la maison-tour et à la porterie, ainsi que l'escalier entre ces deux structures. Plus tard, la famille de Milkau prennent de mesures de construction plus modestes qui sont encore commémorées aujourd'hui par les inscriptions sur les girouettes des tourelles.
En 1825, Hanscarl von Arnim achète le château que reste la propriété de sa famille jusqu'à 1945. Sous la direction de Karl Moritz Haenel, architecte de la cour de Saxe, le château subit des changements radicaux dans les années 1866-1868 en fonction des besoins pratiques des utilisateurs, sous forme de néo-gothique.  Outre les modifications partielles de la disposition intérieure des pièces, un bâtiment de l'aile économique a été réduit de deux étages et le muraille nord est démoli partiellement, avec la perte du chemin de ronde en bois. En même temps, une partie de la courtine ést sécurisée par des contreforts. Le bâtiment à colombages de la cuisine avec son toit en croupe défoncé est remplacé par une construction en maçonnerie, la grande cheminée et l'âtre sont démolies. Les Arnim ont toujours soigneusement entretenu le château et ont également effectués d'importants travaux de restauration (notamment de la chapelle) sans subventions de l'État. 
Déjà en 1930 une partie du château est ouverte au public. En 1945 il est nationalisé et utilisée d’abord à des fins résidentielles et par l'administration forestière. Le musée est rouvert en 1949. En 1986, un trésor qui appartenait à Heinrich von Lehndorff est découvert dans une cheminée de la maison-tour. Il est d'abord exposé au château. Après la restitution à la famille de Lehndorf-Steinort, une partie du trésor est donnée au musée de Kriebstein, tandis que la plus grande partie sera exposée dans le château de Steinort.
Depuis 1993 le château et son musée sont la proprieté de l'état saxon. Aujourd'hui la salle de banquet est utilisée comme salle de concert et d'événements ; les mariages ont également lieu dans le château.